# Russula nigricans
Russula nigricans (Pierre Bulliard, 1785 ex Elias Magnus Fries, 1838), din încrengătura Basidiomycota în familia Russulaceae și de genul Russula, denumită în popor vinețică cănită sau vinețică negricioasă, este o  specie de ciuperci comestibile care coabitează, fiind un simbiont micoriza (formează micorize pe rădăcinile arborilor). Ea se poate găsi în România, Basarabia și Bucovina de Nord,  crescând solitară sau în grupuri mici în pădurile de foioase și de conifere, sub carpeni, fagi, mesteceni și stejari respectiv molizi și brazi. Apare de la câmpie la munte din iunie până în octombrie (noiembrie).

## Taxonomie

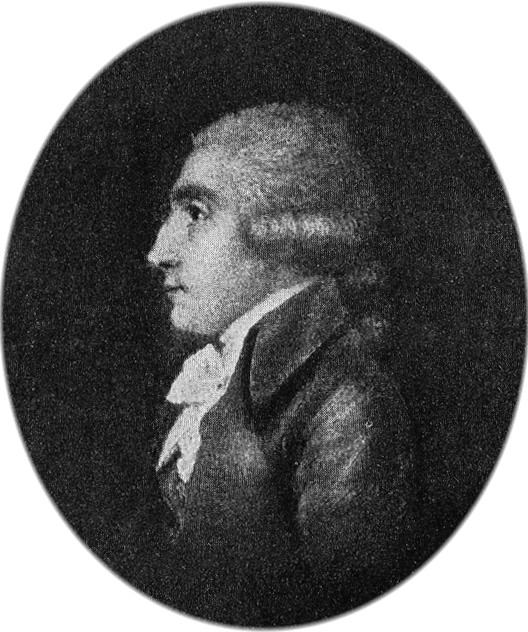
Pierre Bulliard

Numele binomial a fost determinat de savantul francez Pierre Bulliard drept   Agaricus nigricans în volumul 5 al marii sale opere Herbier de la France ou, Collection complette des plantes indigenes de ce royaume avec leurs propriétés, et leurs usages en medecine din 1785.
Apoi, în 1838, renumitul botanist suedez Elias Magnus Fries a transferat specia la genul Russula sub păstrarea epitetului, de verificat în lucrarea sa Epicrisis systematis mycologici, seu synopsis hymenomycetum din 1838, fiind și numele curent valabil (2023). 
Toate celelalte încercări de redenumire sunt acceptate sinonim.
Epitetul specific este derivat din adjectivul latin (latină nigrans= negru, de culoare închisă), datorită aspectului pălăriei.

## Descriere

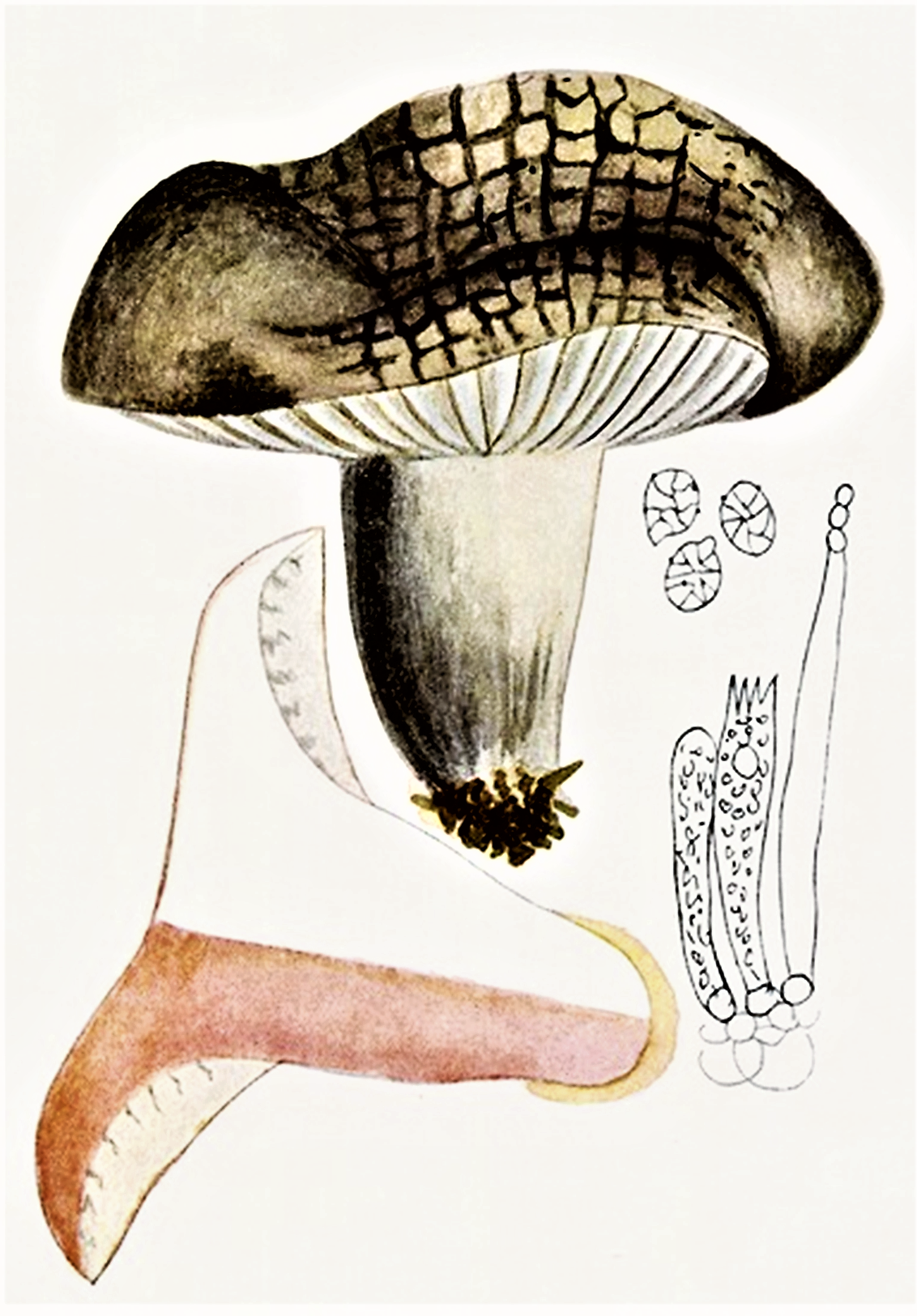
Bres.: Russula nigricans

- Pălăria: este o ciupercă impunătoare cu un diametru de 6-18 (25) cm, cărnoasă, inițial semisferică cu marginea răsfrântă spre picior, apoi boltită, în sfârșit plată, la vârstă adâncită în formă de pâlnie cu marginea ridicată și ondulată. Cuticula, care se separă pe de carne aproape complet, este netedă, deseori umedă și lipicioasă. Ea crapă adesea la exemplare bătrâne, dacă vremea este uscată. Coloritul ei este la început albicios, devine brun-roșcat până brun-închis, pătat în mod diferit cu negru sau chiar negru la exemplarele bătrâne.
- Lamelele:  sunt foarte distanțate între ele, cărnoase și înalte, distinct bifurcate, aderate la picior sau scurt decurente. Atunci când sunt atinse, înroșesc, devenind apoi brune și în sfârșit negre. Coloritul este la început alb ca fildeșul până la crem palid, la bătrânețe de un găbui murdar, adesea cu tonuri gri-negricioase până negre.
- Piciorul: are o înălțime de 4-8 cm și o lățime de 1,5-3 cm, este ferm, cilindric, uniform, neted, fiind în tinerețe plin dar împăiat spre bătrânețe și prezentând niciodată un inel. Culoarea lui este albă, dar pătată brun-roșiatic cu vârsta. După o leziune se colorează gri-negricios.
- Carnea: este compactă, de bună densitate și greutate, fiind în tinerețe albă,  la maturitate devine roșiatică sau gri-roșiatică. Se colorează identic, dacă este tăiată după aproximativ un sfert de oră. Mirosul este aproape imperceptibil, și gustul dulceag în pălărie și picior, dar puțin iute în lamele.
- Caracteristici microscopice: are spori mici, hialini (translucizi), rotunjori până ușor ovali, aproape reticulați, având o mărime de 6,5-8,5 x 5,5-7,7 microni. Pulberea lor este  albă.[4][5]
- Reacții chimice: Carnea buretelui se decolorează cu sulfat de fier verzui.[10]

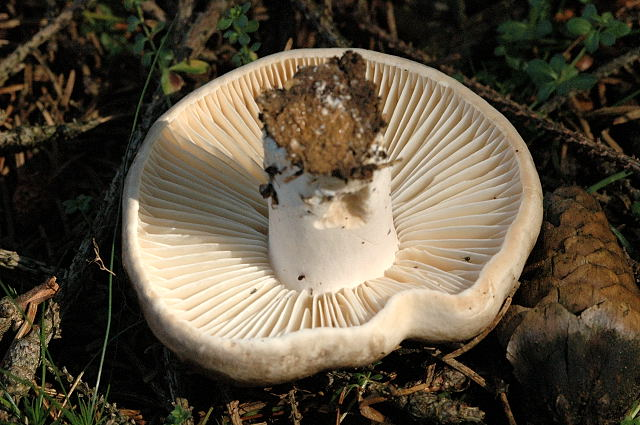
R. nigricans mai tânără: lamele și picior
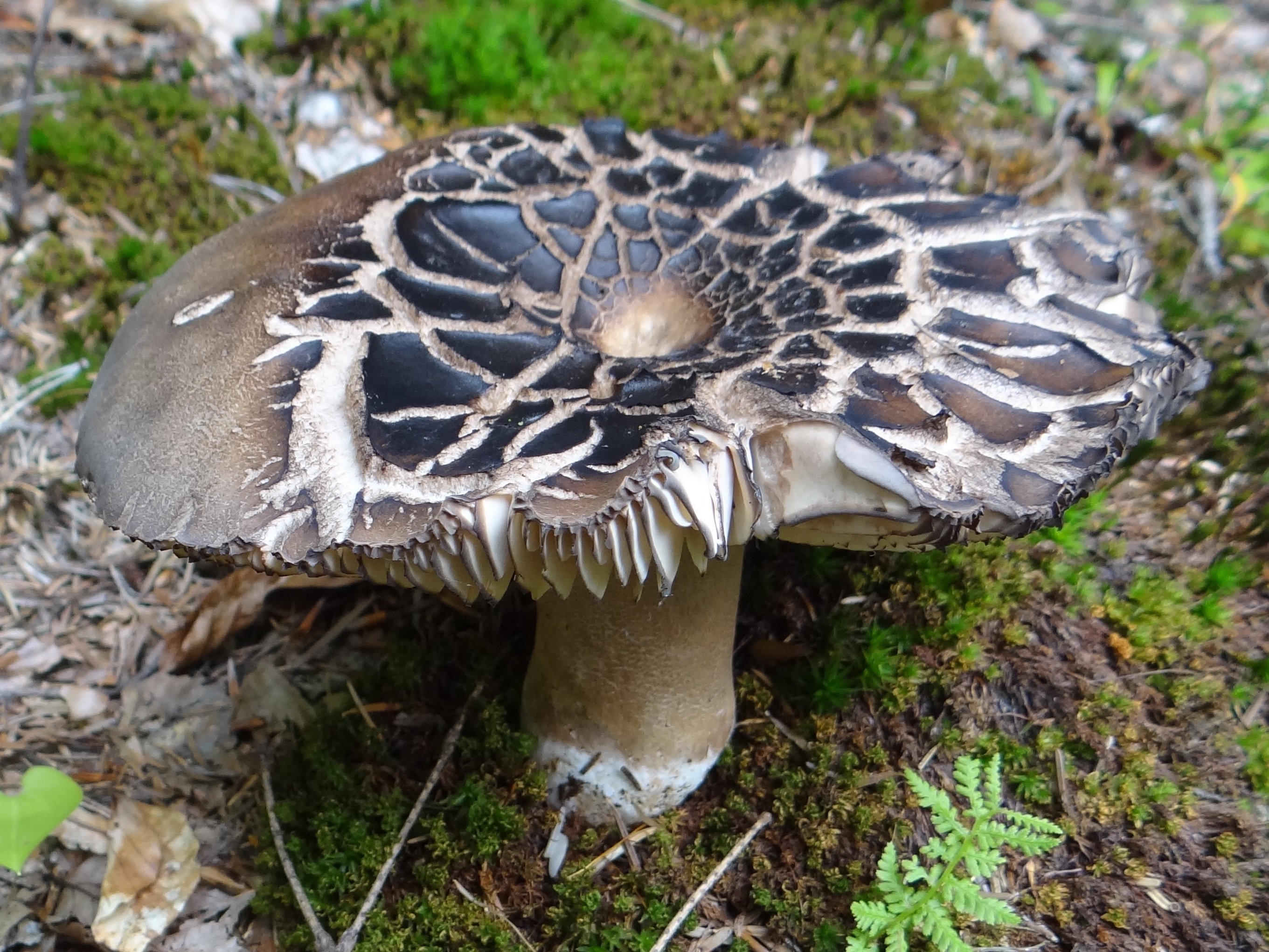
R. nigricans bătrână: cuticulă cu crăpături
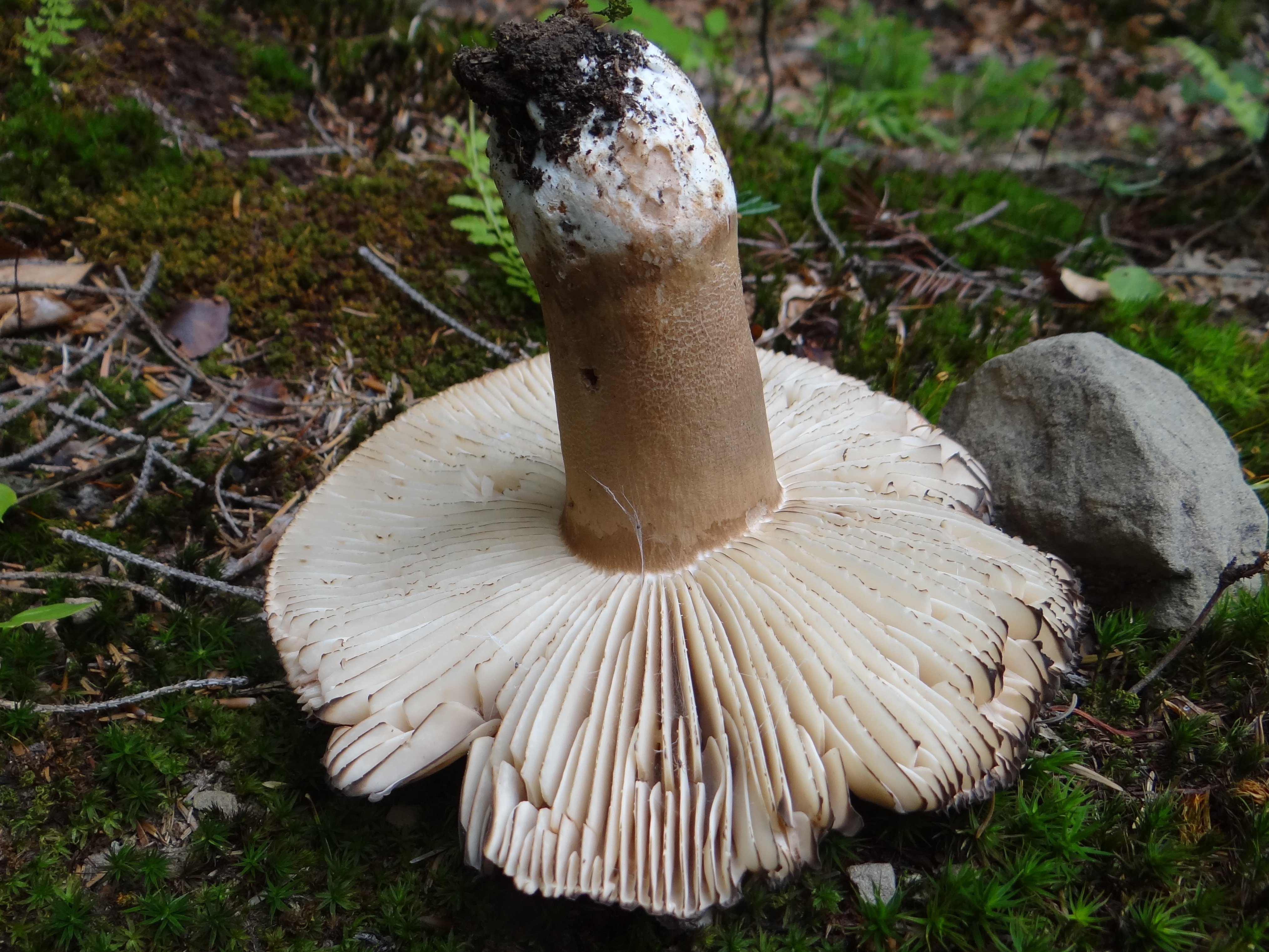
R. nigricans mai bătrână: lamele și picior
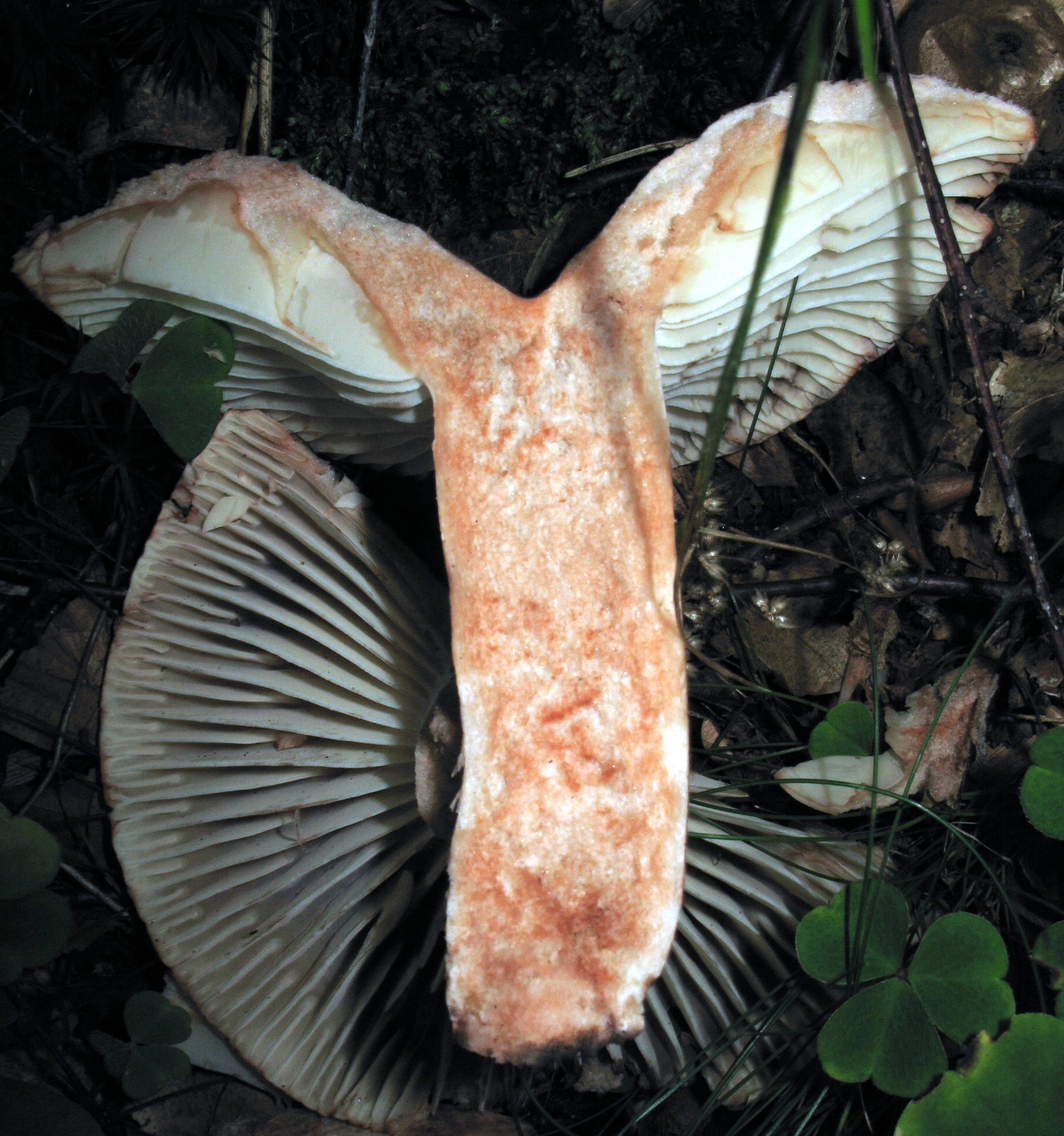
R. nigricans, secțiune longitudinală
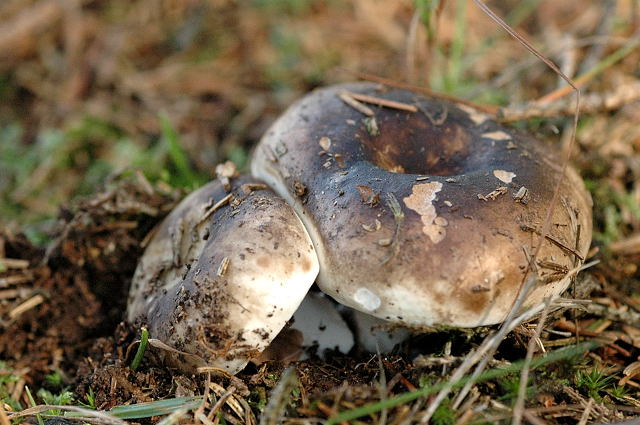
R. nigricans mai tinere
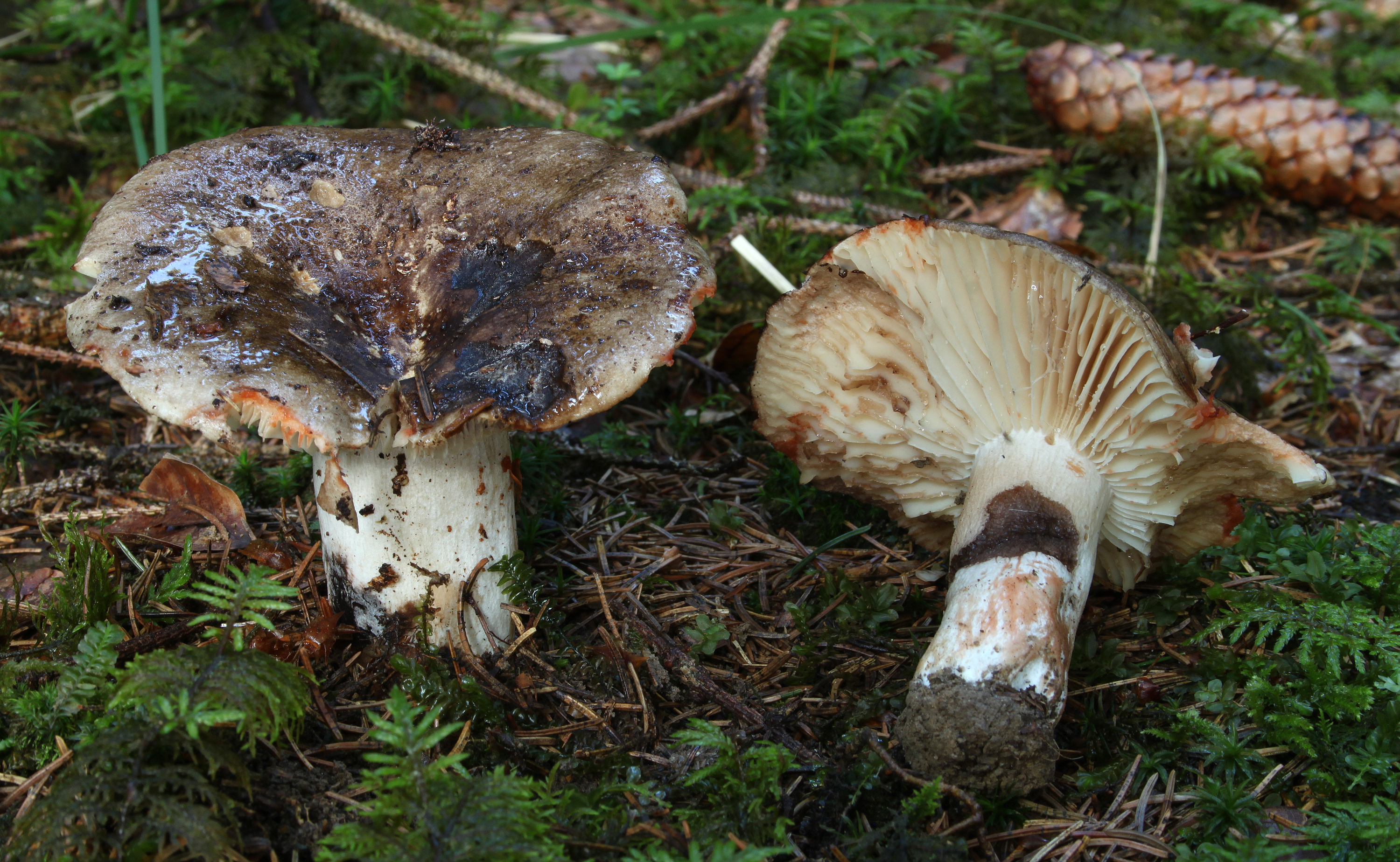
R. nigricans bătrâne

## Confuzii
În mod normal, vinețica cănită poate fi confundată preponderent cu specii inofensive ale aceluiași gen, de exemplu cu: Russula acrifolia (necomestibilă, carne iute, în lamele foarte iute),
Russula albonigra (necomestibilă, miros amărui-mucegăios, adesea de mentol), Russula aeruginea (comestibilă) Russula anthracina (comestibilă, dacă se separă lamelele iute),  Russula chloroides (comestibilă),  Russula densifolia (comestibilă), Russula grisea (comestibilă), Russula heterophylla (comestibilă,) Russula nauseosa (comestibilă), Russula virescens (comestibilă), dar, de asemenea cu otrăvitoarea Russula queletii (foarte iute, usturoiară) sau chiar cu Neohygrocybe ovina sin. Hygrocybe ovina (necomestibilă.
Este de menționat, că această specie are cea mai mare asemănare cu cea letală Russula subnigricans care însă este răspândită actual (2018) numai prin China, Japonia și Taiwan.

## Specii asemănătoare în imagini

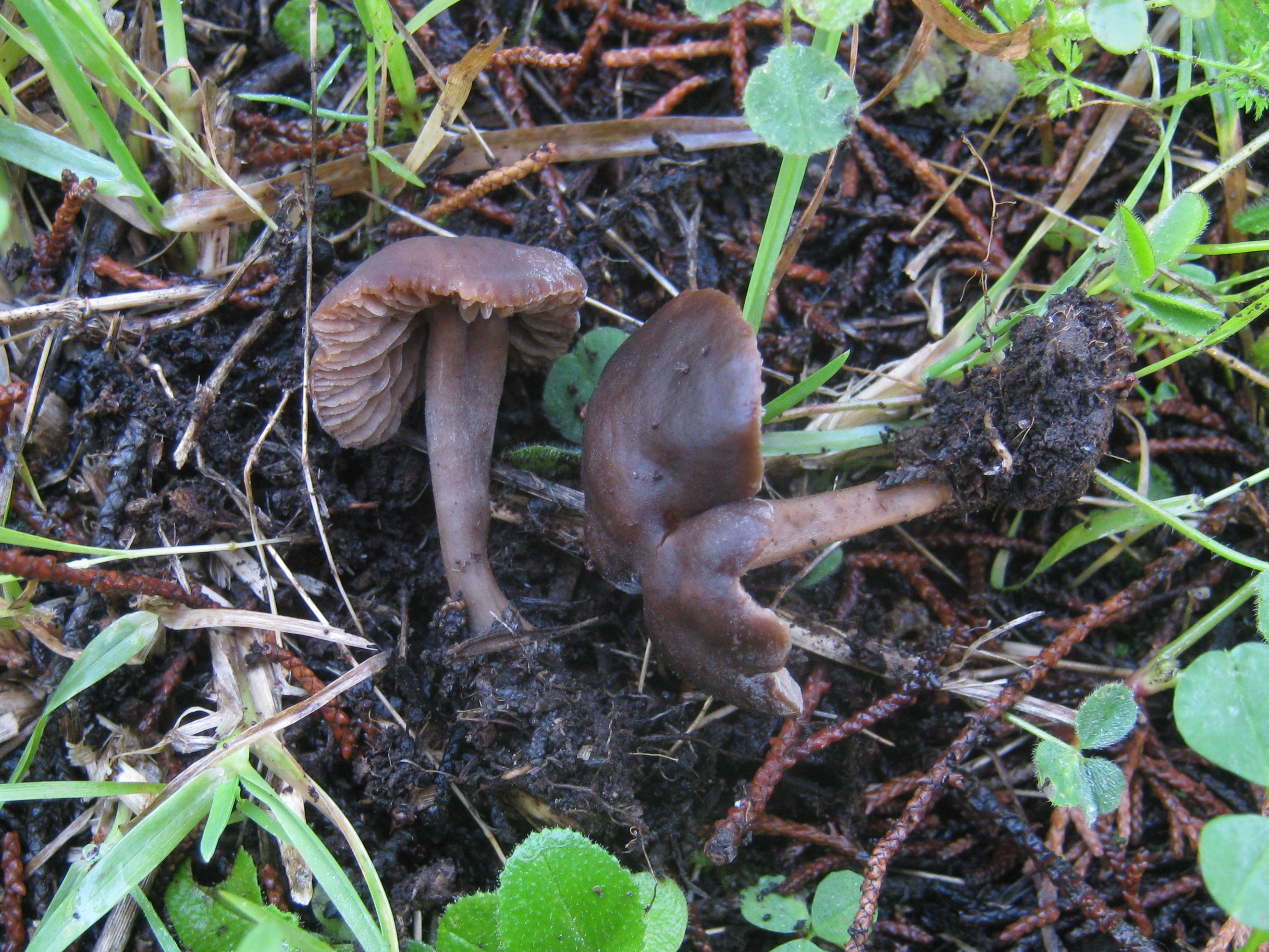
!Neohygrocybe ovina sin. Hygrocybe ovina!
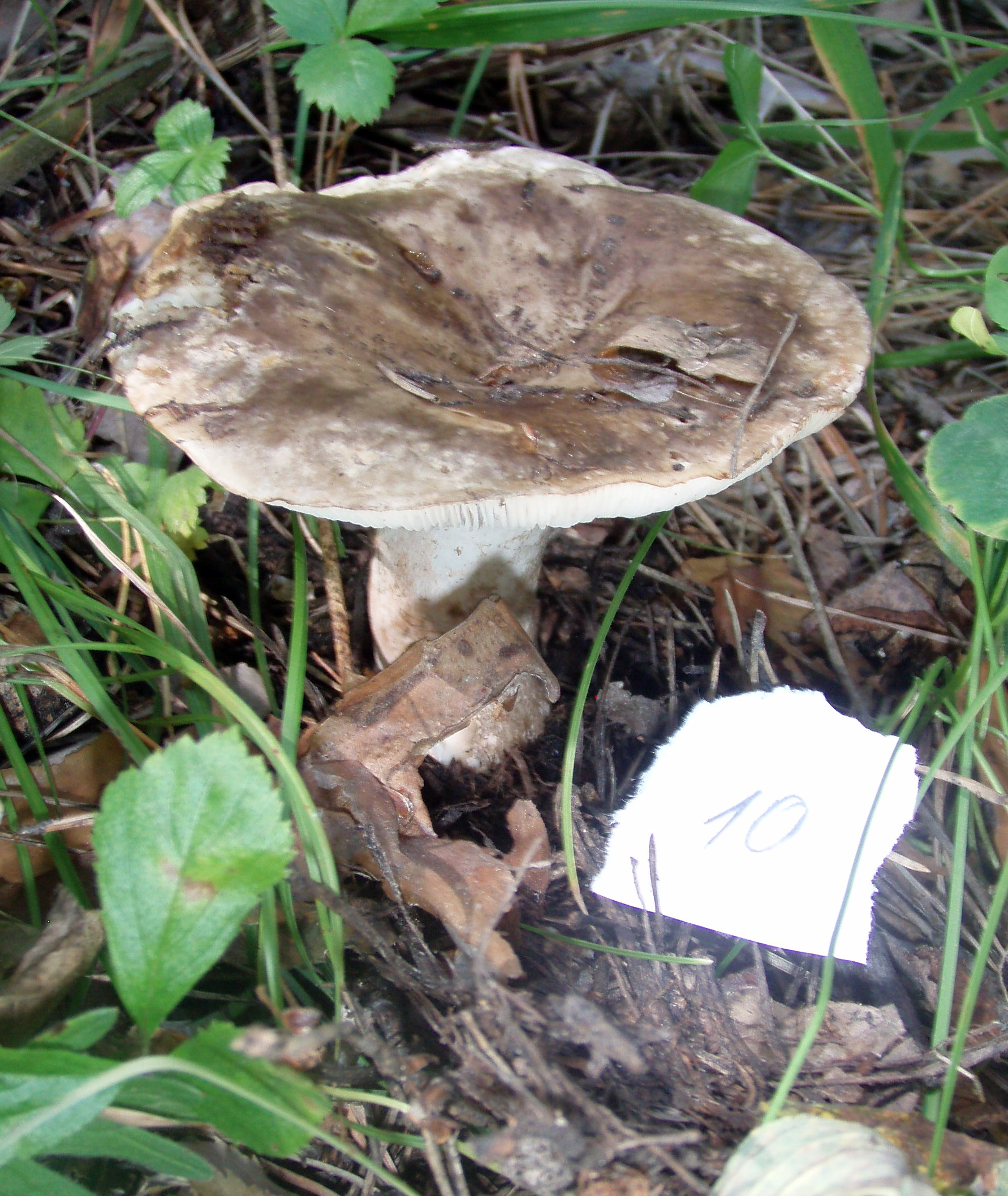
Russula acrifolia
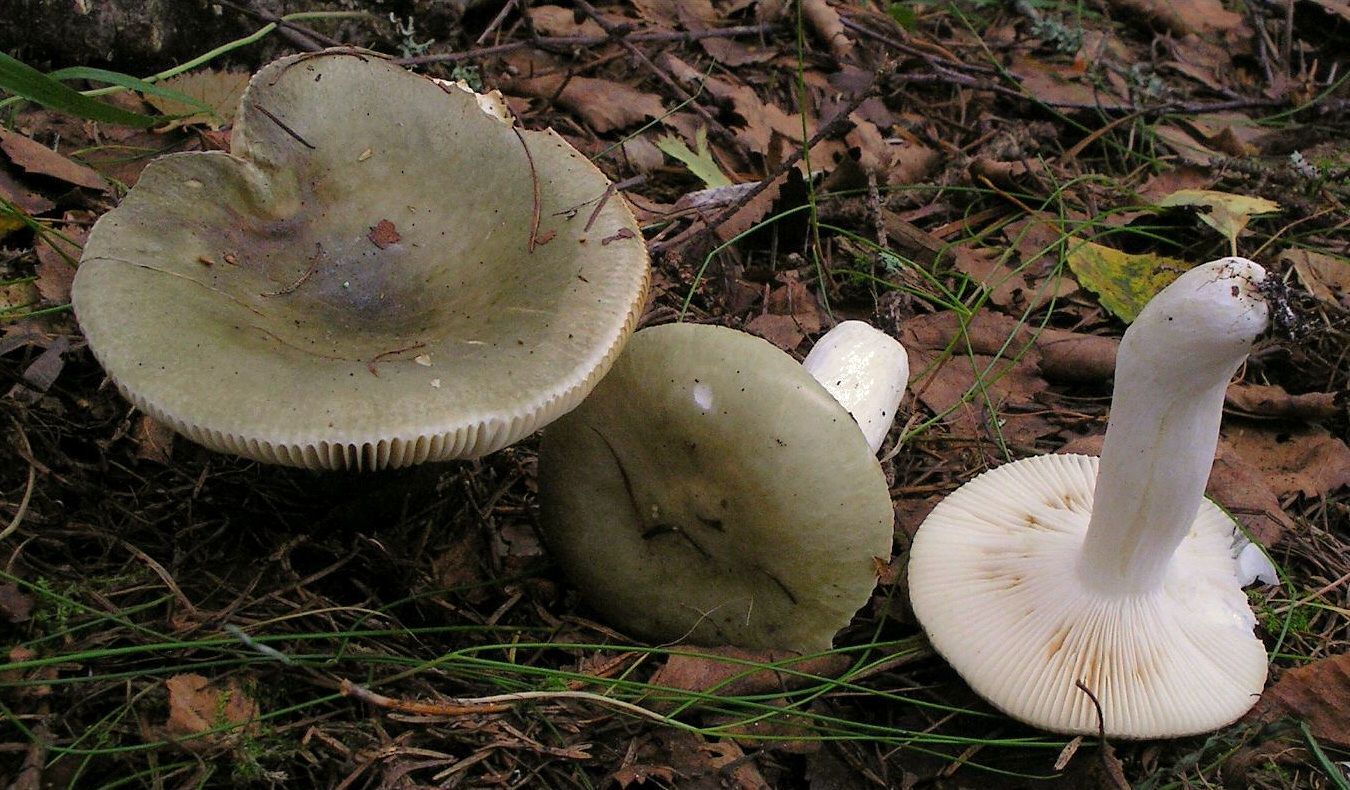
Russula aeruginea
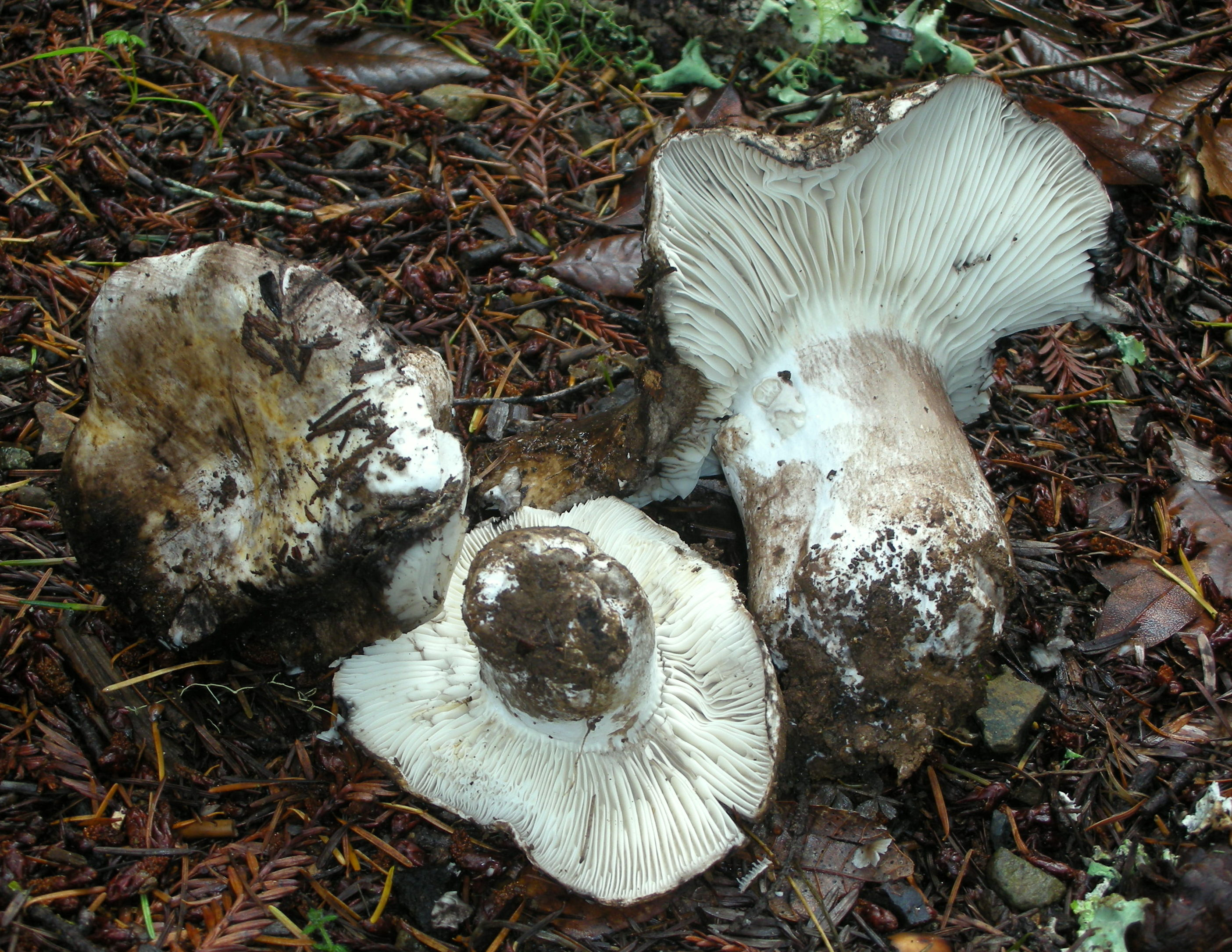
Russula albonigra
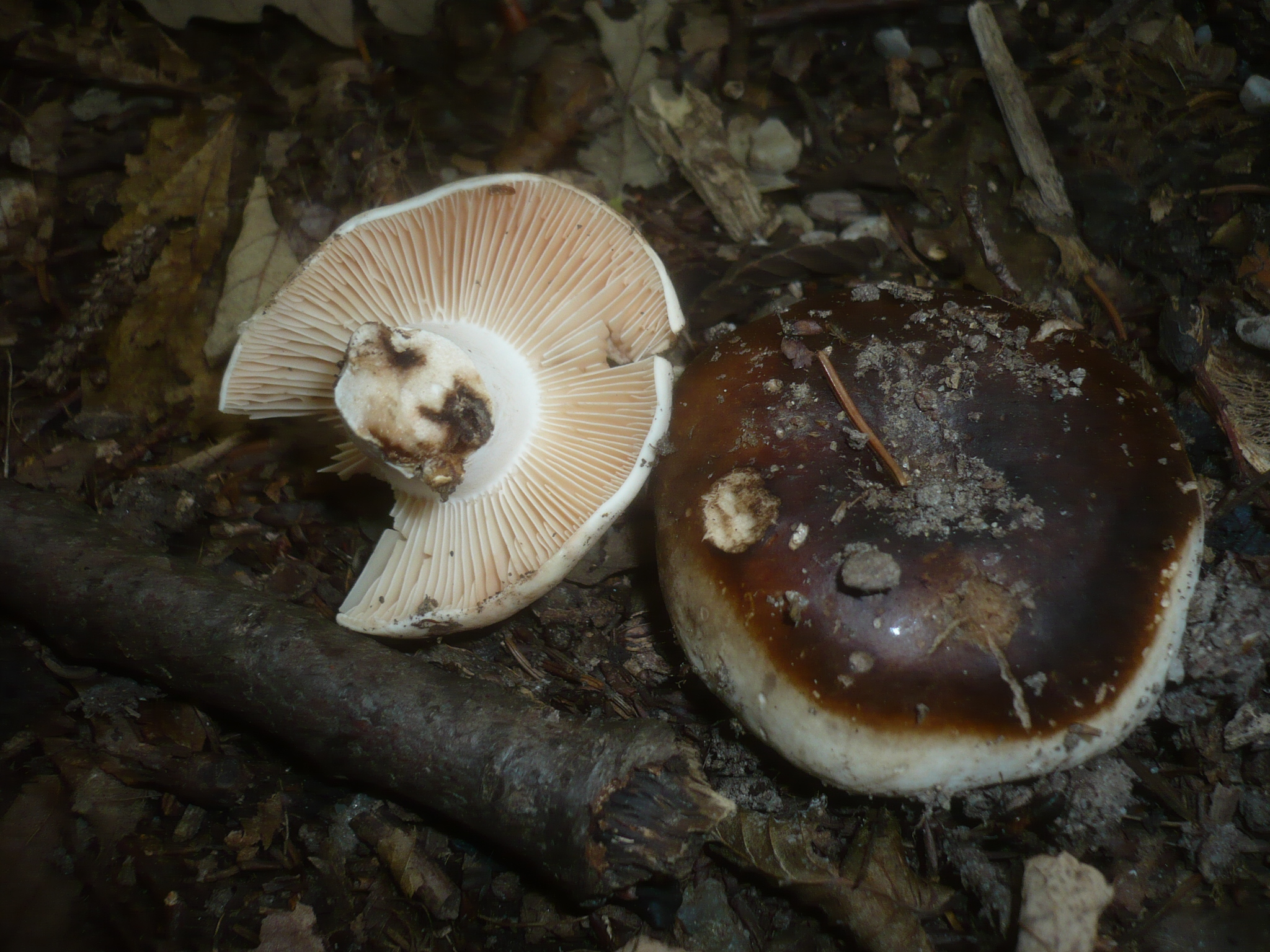
Russula anthracina
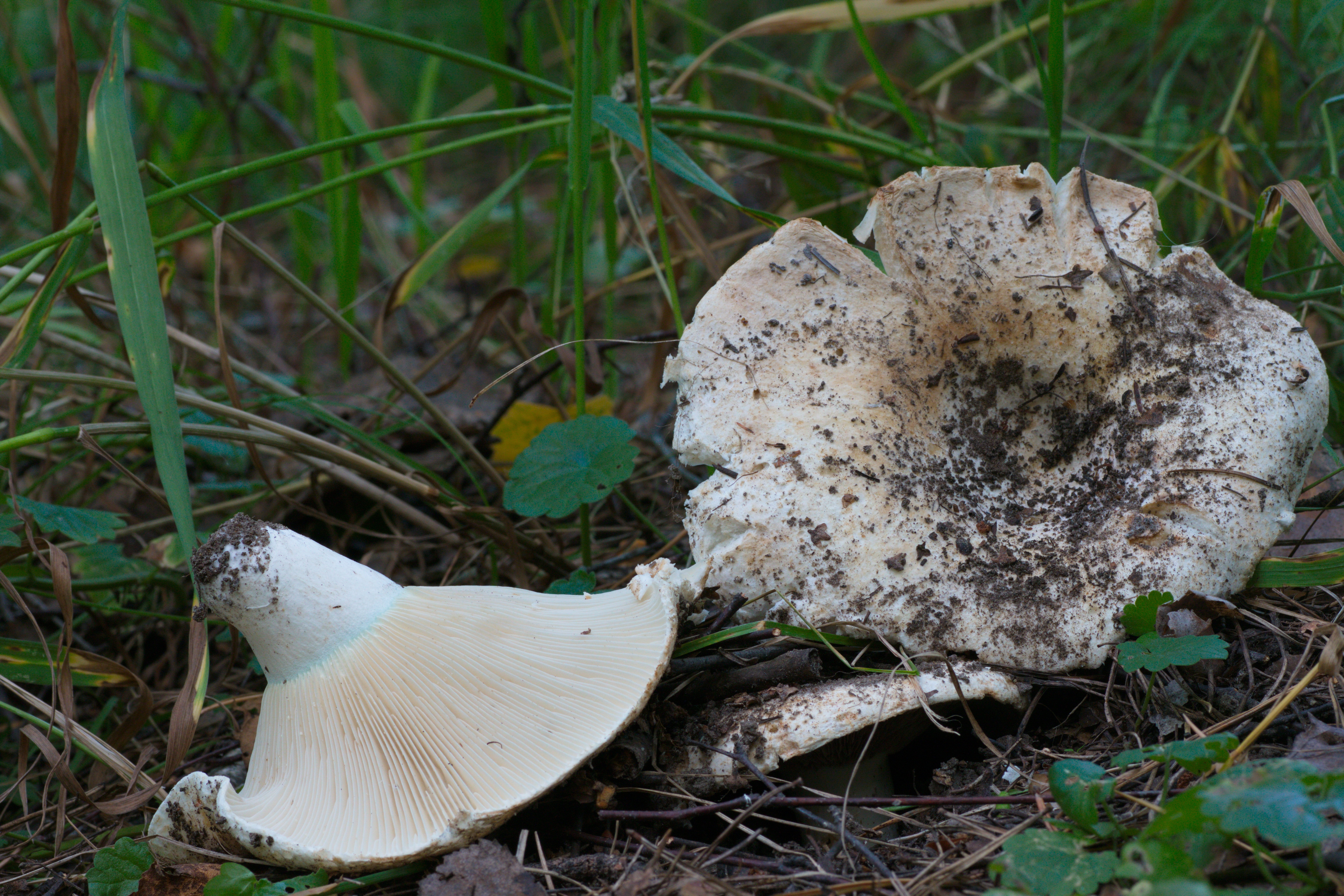
Russula chloroides

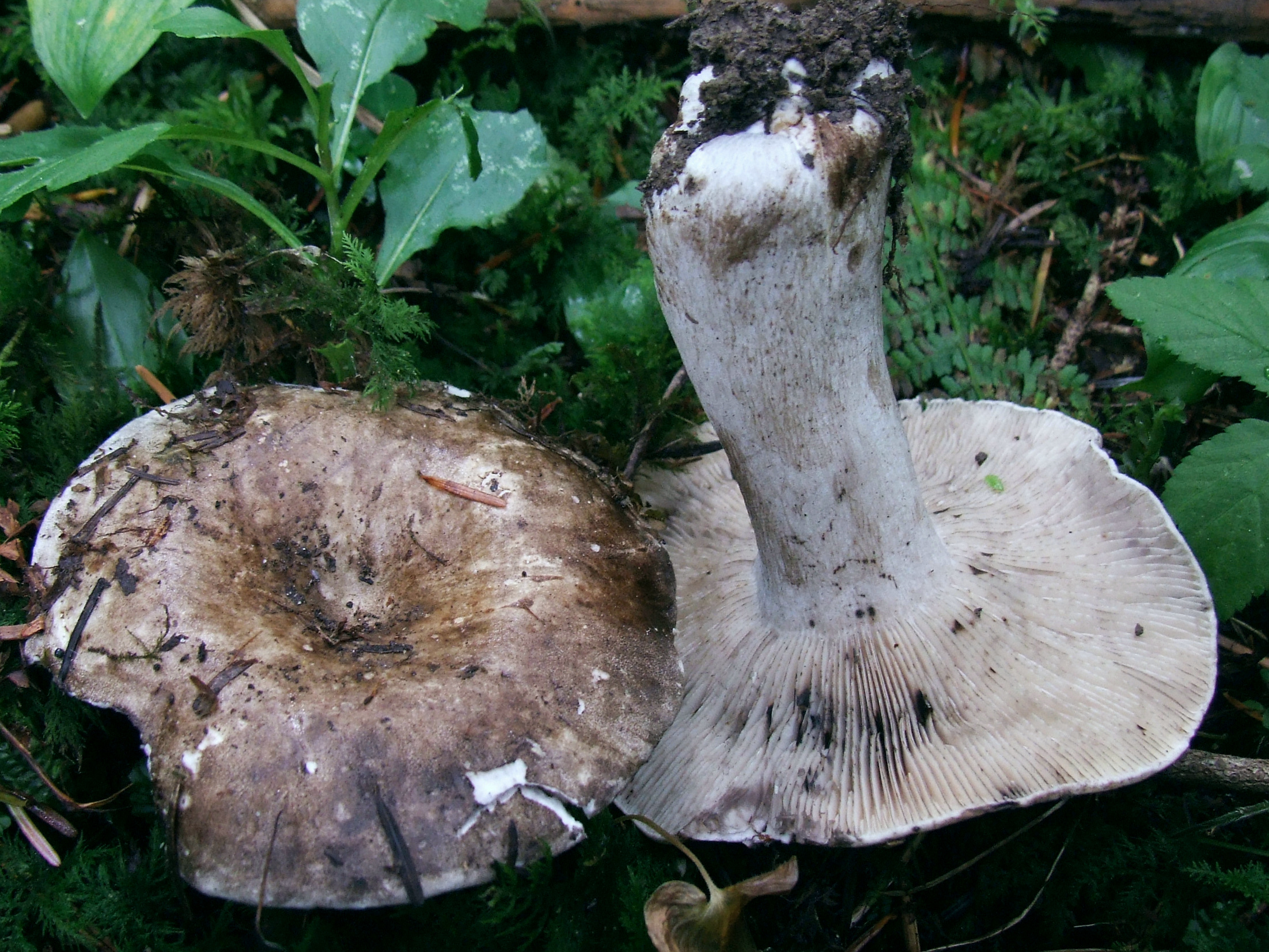
Russula densifolia
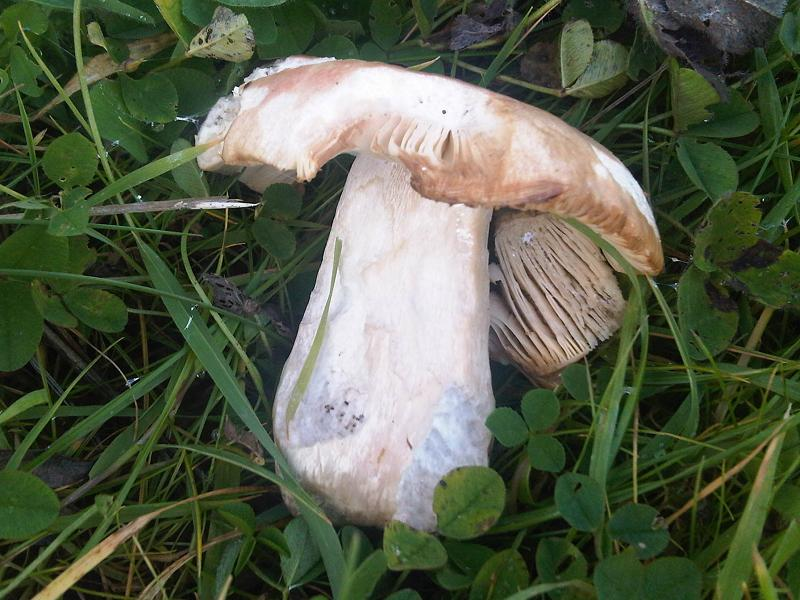
Russula grisea
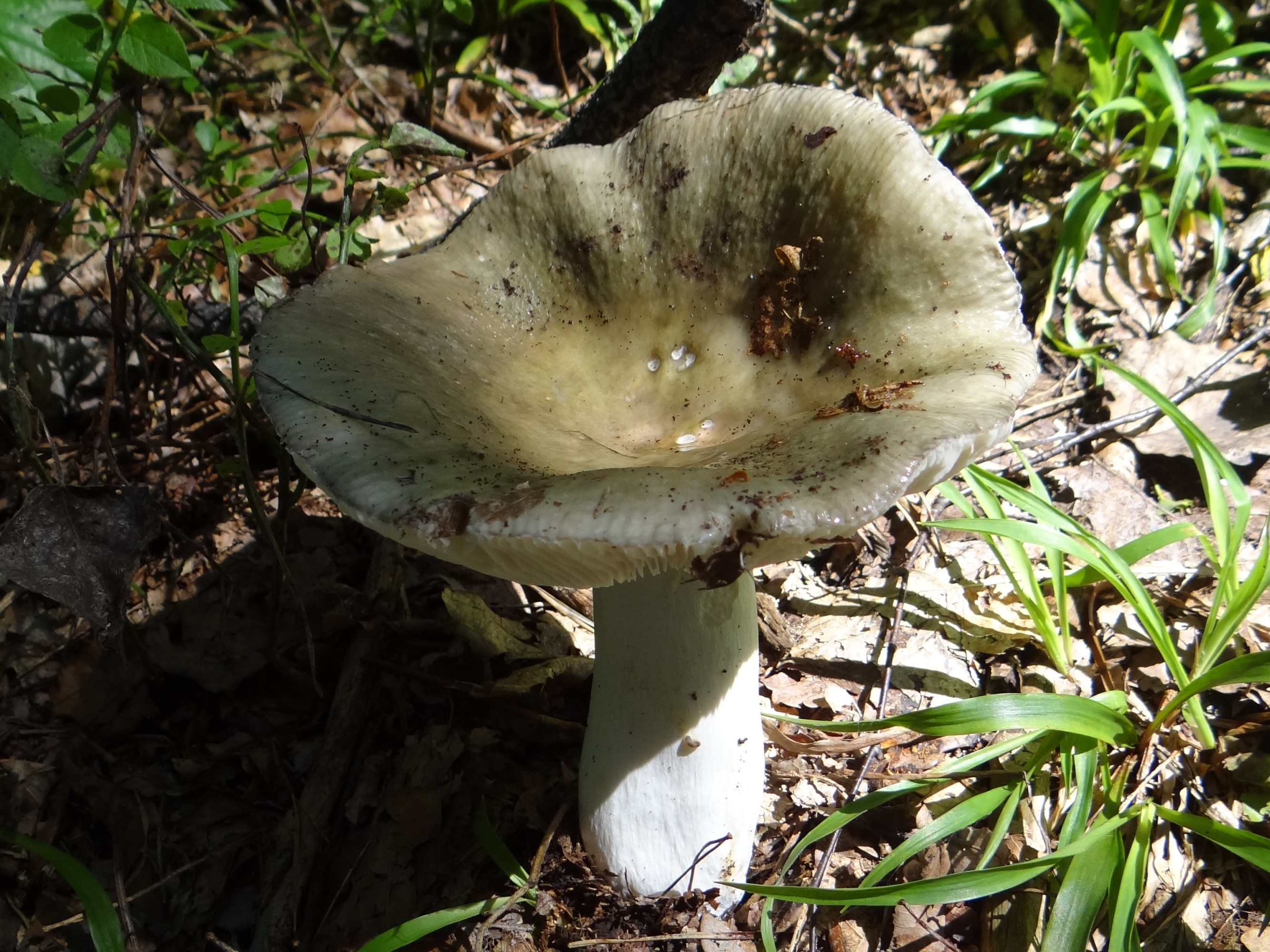
Russula heterophylla
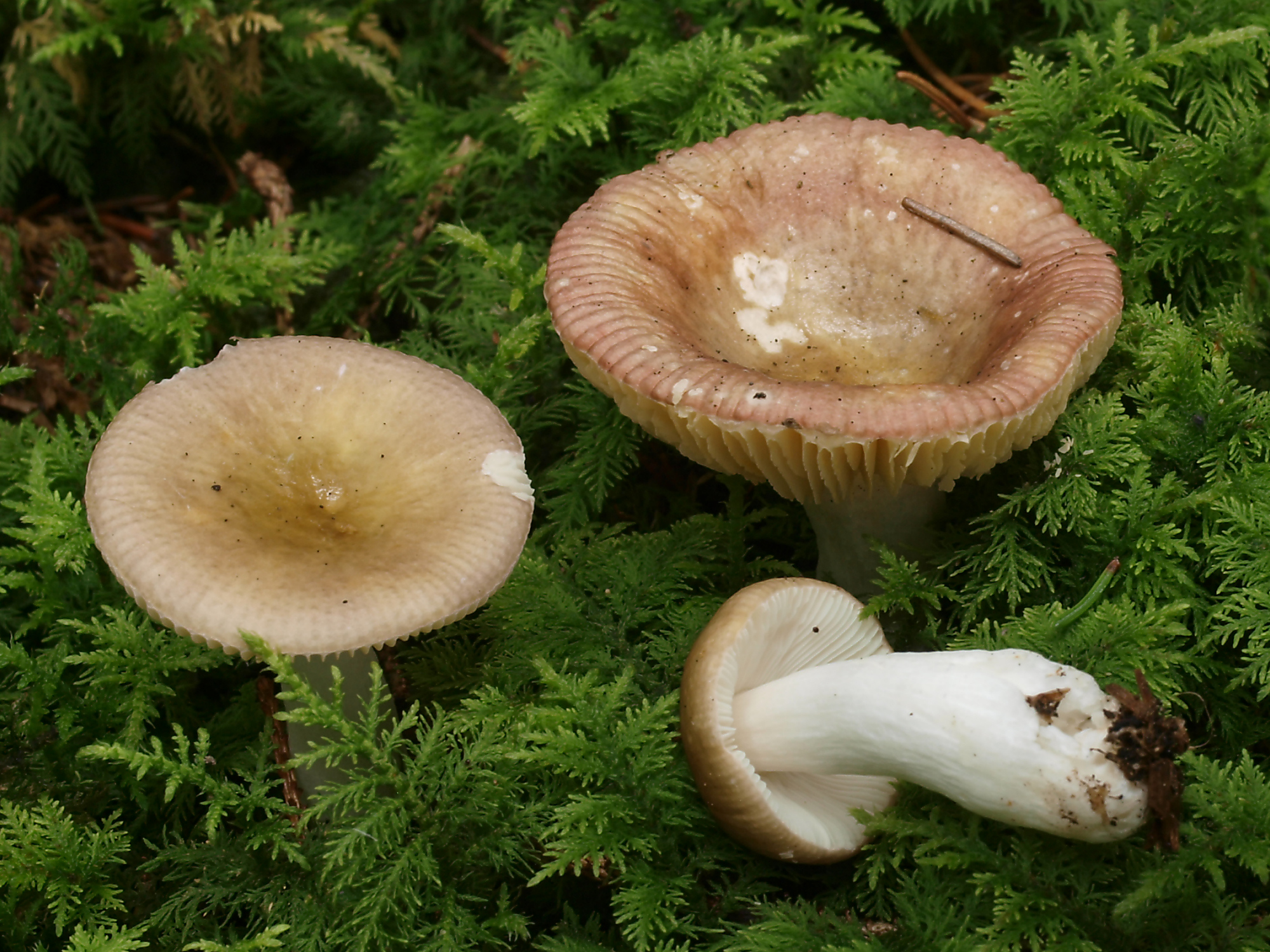
Russula nauseosa
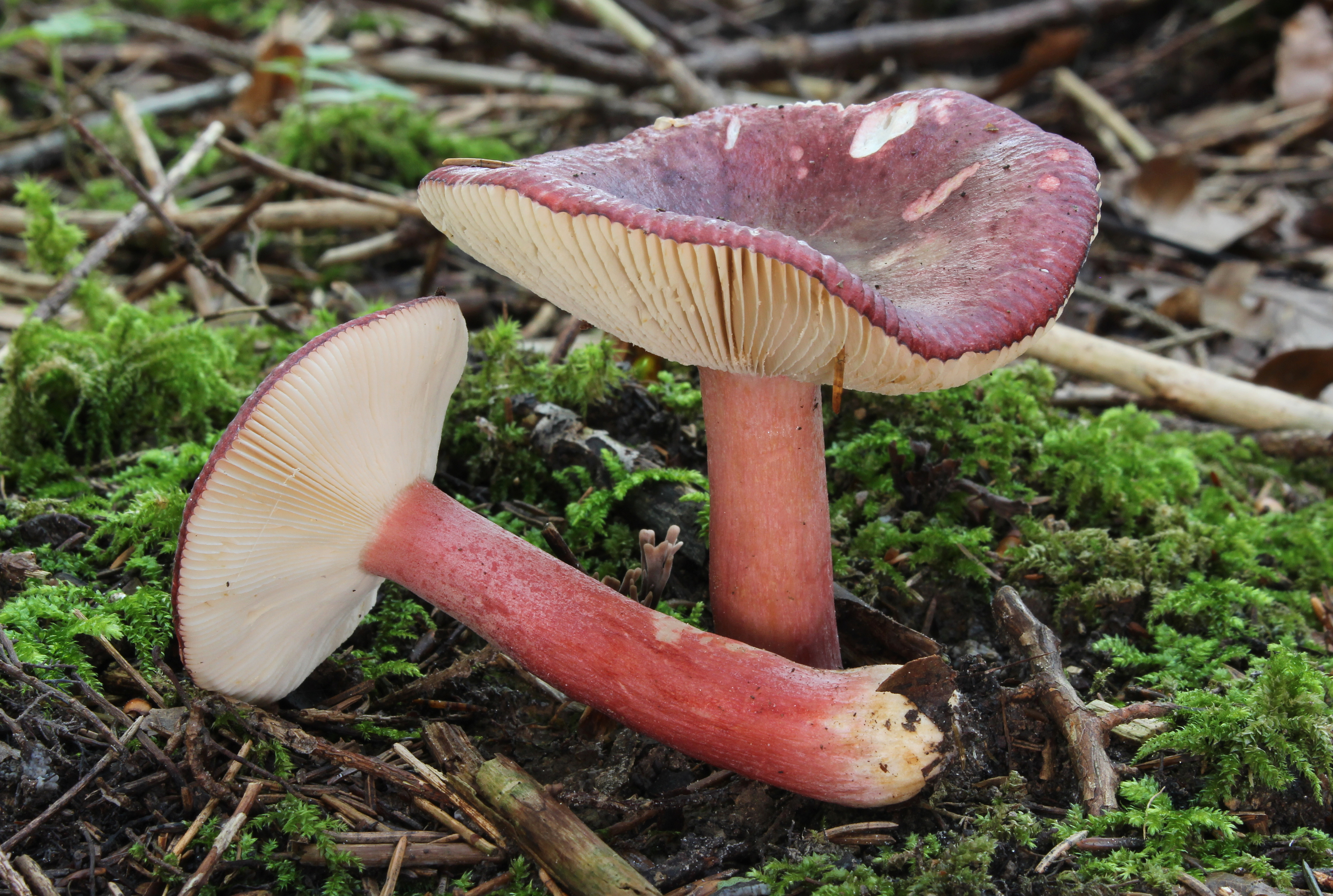
!!Russula queletii!!
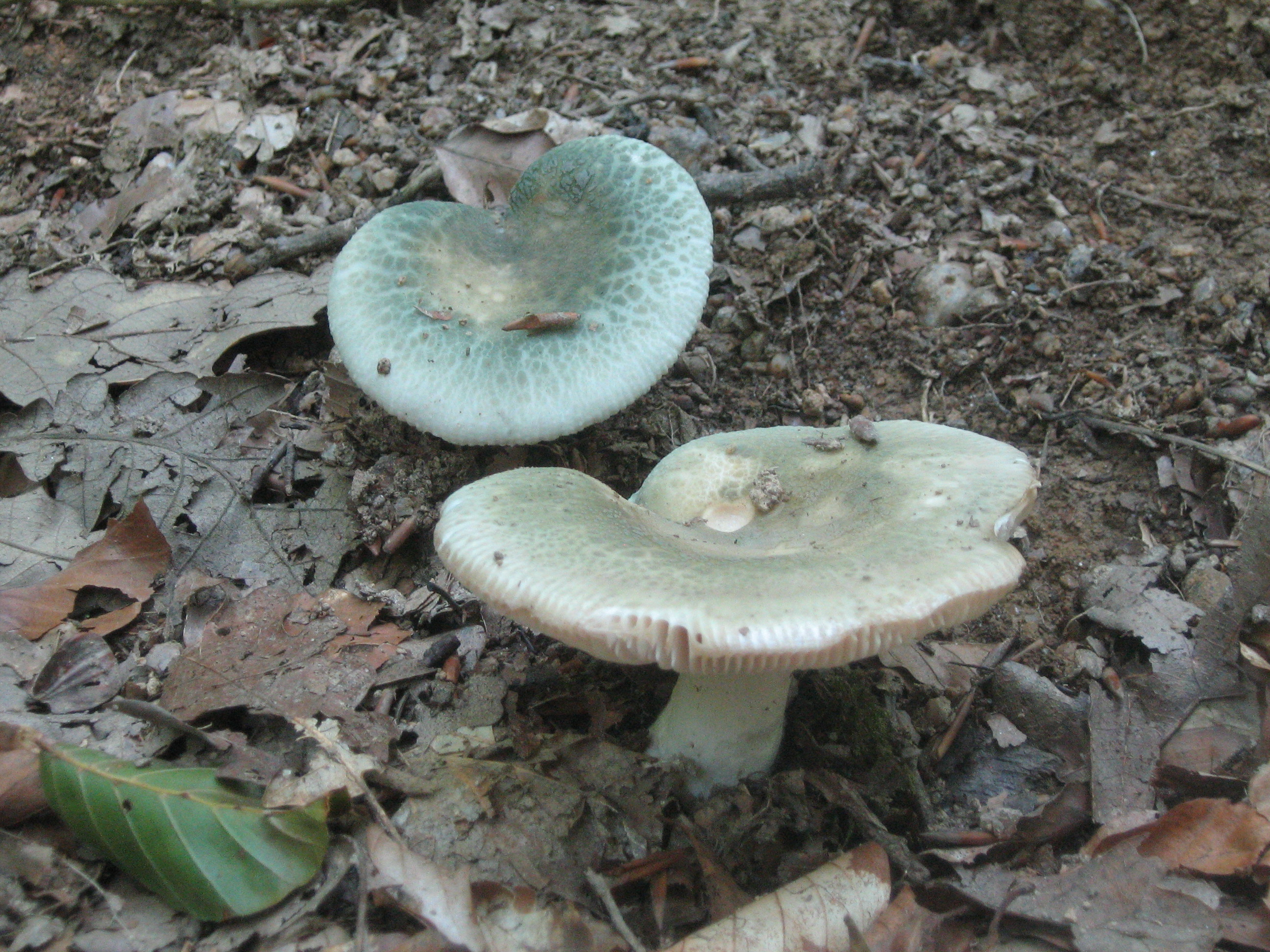
Russula virescens

## Valorificare
Vinețica negricioasă nu este astfel de gustoasă ca Russula cyanoxantha (vinețica porumbeilor). Ea este comestibilă cât ciuperca este tânără și cu carnea albă. Se recomandă pregătirea ei în combinație cu alte ciuperci de pădure, după îndepărtarea (posibilă) a lamelelor destul de iute. Ciuperca se poate usca, mai departe se potriveste pentru conservarea în oțet sau ulei.